# Jing Xiang
Jing Xiang (chinesisch 项晶, Pinyin Xiàng Jīng; * 12. Februar 1993 in Berlin) ist eine chinesisch-deutsche Schauspielerin.

## Biografie
Jing Xiang wurde in Berlin geboren. Sie spricht als Muttersprachen Deutsch und Chinesisch sowie als Fremdsprache Englisch. 2009 bis 2012 nahm sie Unterricht in Schauspiel, Tanz und Gesang an der ACADEMY Bühnenkunstschule. Xiang absolvierte 2012 das Abitur am Paul-Natorp-Gymnasium in Berlin-Friedenau. Danach studierte sie an der Hochschule für Musik und Theater Rostock und schloss 2017 mit dem Artist Diploma ab. Während ihres Studiums gastierte Xiang am Volkstheater Rostock.
Am Schauspielhaus Bochum ist Xiang seit 2018 Ensemblemitglied. Unter anderem spielte sie die Rolle des ersten Totengräbers in Johan Simons’ Hamlet-Inszenierung, die zum 57. Berliner Theatertreffen eingeladen wurde. Außerdem spielte Xiang im Münchner Tatort Wir kriegen euch alle und in der Joyn-Serie Aus dem Tagebuch eines Uber-Fahrers mit. Einem größeren Publikum wurde sie durch die Netflix-Serie Biohackers bekannt, in der sie die Rolle der Chen-Lu spielt.

## Filmografie (Auswahl)
- 2018: Tatort: Wir kriegen euch alle (Fernsehreihe)
- 2020: Aus dem Tagebuch eines Uber-Fahrers
- 2020–2021: Biohackers (Fernsehserie)
- 2022: Nord bei Nordwest – Wilde Hunde
- 2022: Mord mit Aussicht – Sauberer Abgang
- 2023: Tatort: Die Kälte der Erde (Fernsehreihe)
- 2023: Tod am Rennsteig – Auge um Auge
- 2023: Eher fliegen hier UFOs (Fernsehfilm)
- 2024: Beasts Like Us (Fernsehserie)